# 艾尔玛 (华盛顿州)
艾尔玛（英文：Elma），是美国华盛顿州格雷斯港县下属的一座城市。根据 2000年美国人口普查，该市有人口3,049人。根据2010年美国人口普查，该市有人口3,107人。而2011年估计该市有3,095人。